# Боровиці (Нижньосілезьке воєводство)
Боровиці (пол. Borowice, нім. Baberhäuser) — село в Польщі, у гміні Подґужин Єленьоґурського повіту Нижньосілезького воєводства.
Населення — 163 особи (2011).
У 1975-1998 роках село належало до Єленьоґурського воєводства.

## Демографія
Демографічна структура станом на 31 березня 2011 року:
|          | Загалом | Допрацездатний вік | Працездатний вік | Постпрацездатний вік |
| -------- | ------- | ------------------ | ---------------- | -------------------- |
| Чоловіки | 81      | 17                 | 55               | 9                    |
| Жінки    | 82      | 21                 | 53               | 8                    |
| Разом    | 163     | 38                 | 108              | 17                   |

## Галерея

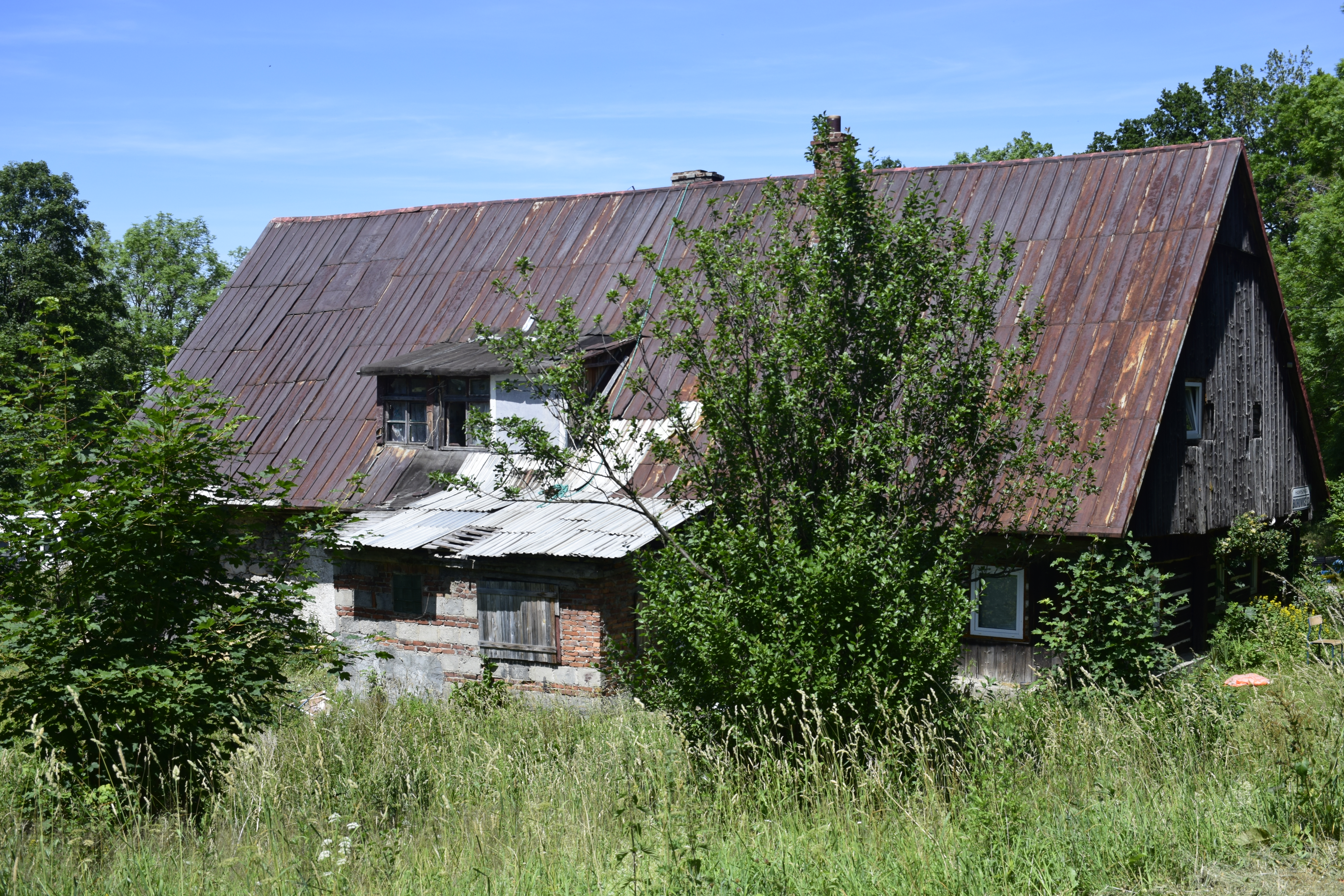
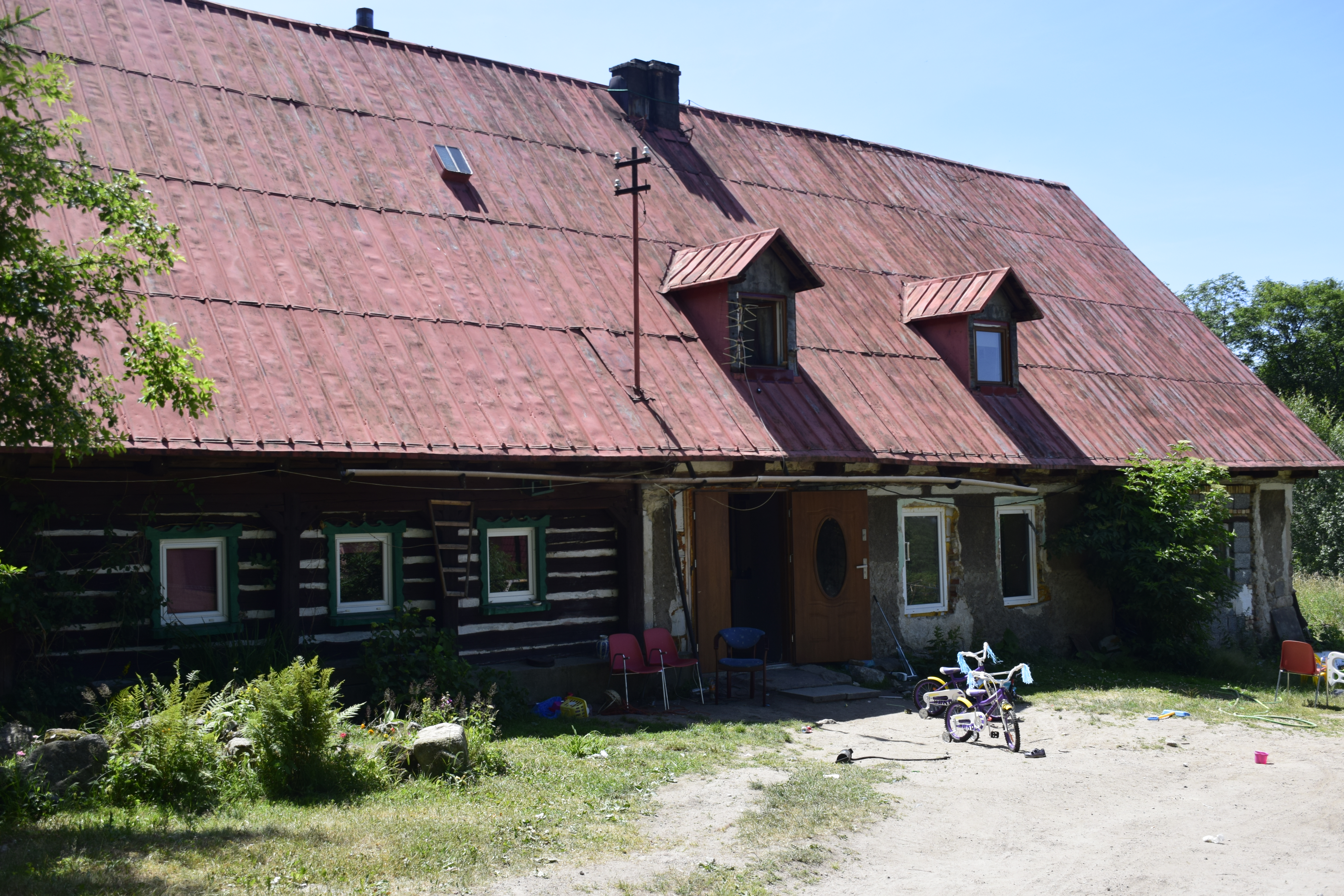
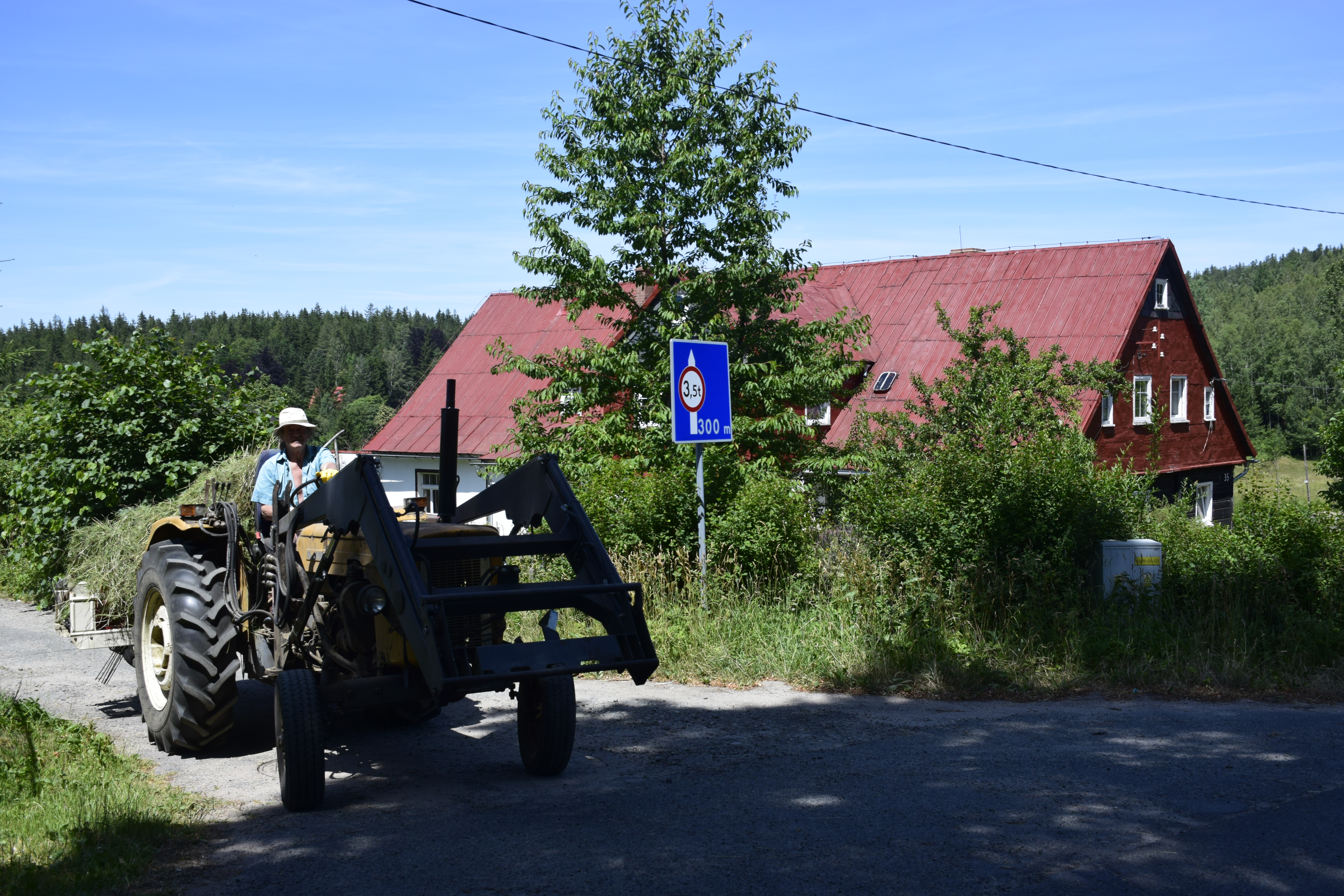
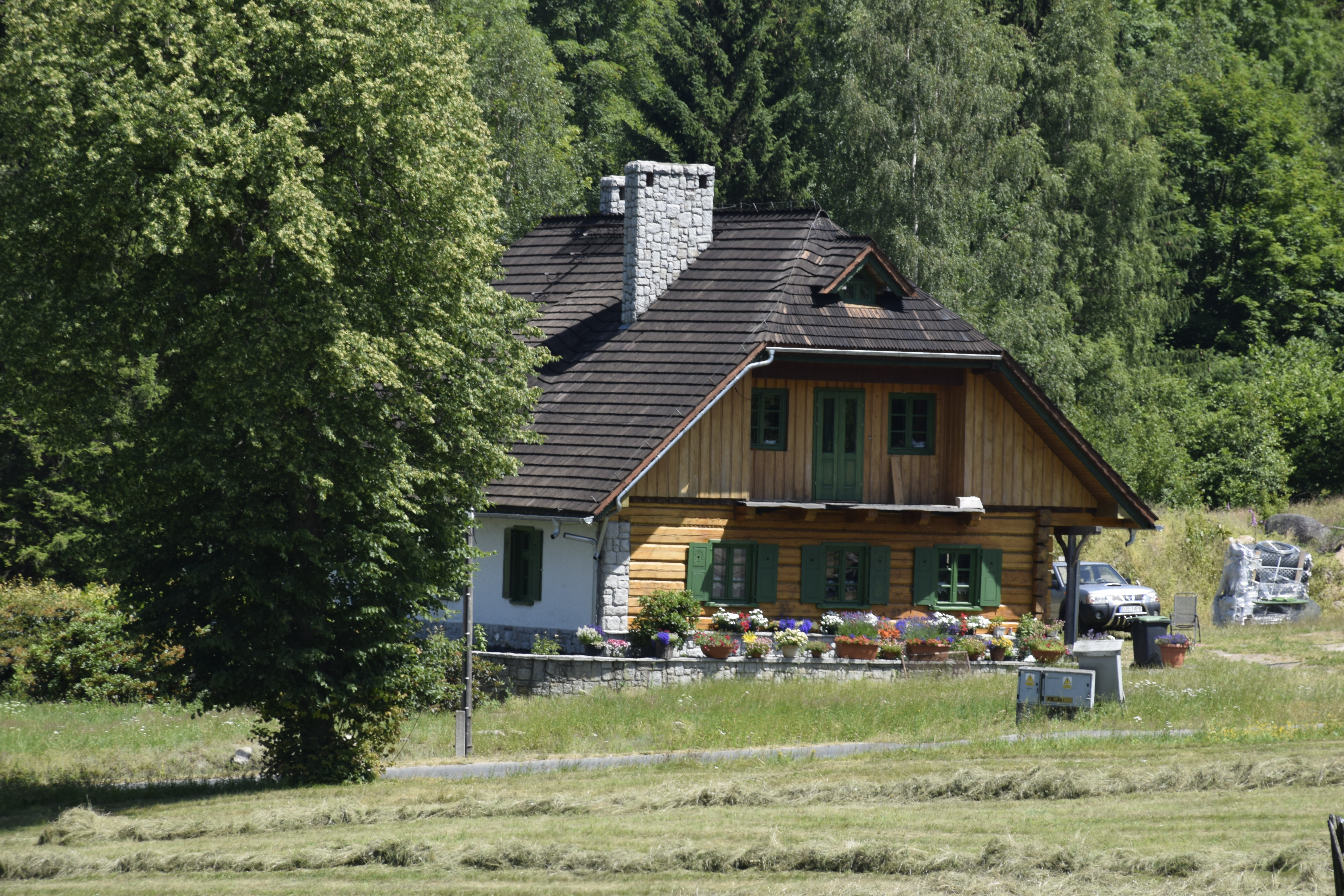